# Giliastrum
Giliastrum là một chi thực vật có hoa trong họ Polemoniaceae.

## Loài
Chi Giliastrum gồm các loài: